# Afrotrogon zielony
Afrotrogon zielony (Apaloderma narina) – gatunek średniej wielkości ptaka z rodziny trogonów (Accipitridae), zamieszkujący Afrykę Subsaharyjską. Nie jest zagrożony wyginięciem.

## Podgatunki i zasięg występowania
Międzynarodowy Komitet Ornitologiczny (IOC) wyróżnia cztery podgatunki A. narina:
- A. n. constantia Sharpe & Ussher, 1872 – Sierra Leone do Ghany
- A. n. brachyurum Chapin, 1923 – południowo-wschodnia Nigeria i Kamerun do Demokratycznej Republiki Konga i Ugandy
- A. n. narina (Stephens, 1815) – Etiopia do Angoli i RPA
- A. n. littorale Van Someren, 1931 – południowa Somalia do wschodniej Tanzanii i Mozambiku

Proponowane podgatunki arcanum i rufiventre zsynonimizowano z podgatunkiem nominatywnym.

## Cechy gatunku

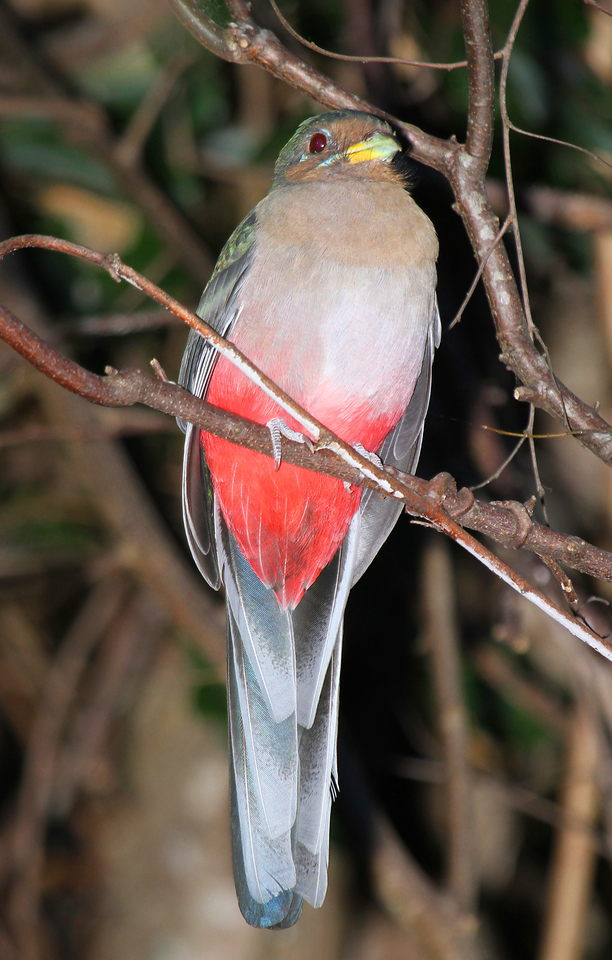
Samica

Charakteryzuje się zielonym grzbietem i czerwonym podbrzuszem.

## Wymiary
- Długość ciała około 30 cm
- Masa ciała: 51–95 gramów

## Środowisko
Zamieszkuje środkową warstwę lasów tropikalnych i sawanny.

## Pożywienie
Głównie owady.

## Status
Międzynarodowa Unia Ochrony Przyrody (IUCN) uznaje afrotrogona zielonego za gatunek najmniejszej troski (LC – least concern) nieprzerwanie od 1988 roku. Liczebność populacji nie została oszacowana, ale ptak ten opisywany jest jako lokalnie rzadki, ale szeroko rozpowszechniony. Trend liczebności populacji uznawany jest za stabilny.